# Hermann Umfrid
Hermann Umfrid (* 20. Juni 1892 in Stuttgart; † 21. Januar 1934 in Niederstetten) war ein deutscher evangelischer Pfarrer in der Stadt Niederstetten, der Widerstand gegen den Nationalsozialismus leistete und damit selbst zum Opfer wurde.

## Biographie
Hermann Umfrid kam am 20. Juni 1892 in Stuttgart als Sohn des Theologen und Pazifisten Otto Umfrid zur Welt. Nachdem er zunächst ein Jurastudium begonnen hatte, wechselte Hermann Umfrid zur Theologie. Nach dem bestandenen Examen im Jahre 1917 erhielt er seine erste ständige Pfarrstelle nach neun Vikariats- und Pfarrverweserstellen erst im Jahre 1922 in Kaisersbach, weil die Kirche die Aktivitäten seines Vaters als Pazifist missbilligte.
1922 heiratete er Irmgard Silcher, mit der er vier Kinder hatte. Im Jahr 1929 wurde er in die fränkische Kleinstadt Niederstetten versetzt.

## Widerstand gegen den Nationalsozialismus
Am Morgen des 25. März 1933 kam eine Truppe von SA- und Gestapo-Leuten sowie Kriminalbeamten nach Niederstetten und in andere hohenlohische Gemeinden. Sie drangen in Häuser und Wohnungen jüdischer Bürger ein, durchsuchten diese und brachten die Männer zum Rathaus. Dort wurden sie festgehalten, mit Stahlruten misshandelt und teilweise in Konzentrationslager verschleppt.
In seiner Predigt am folgenden Tag verurteilte Pfarrer Hermann Umfrid diese Taten aufs Schärfste und erinnerte daran, dass die wahre Christenheit für Verbrechen dieser Art nicht einstehen dürfe.
Nach seiner Predigt erhielt Umfrid eine Rüge vom Oberkirchenrat und wurde von den Nationalsozialisten drangsaliert. Er wurde verhört und mit KZ-Haft bedroht. Trotz des auf ihn ausgeübten Drucks hielt Umfrid an seiner Solidarität mit den Juden fest. Umfrid selbst erhielt allerdings von keiner Seite Unterstützung. Im Januar 1934 wurde er vom Kreisleiter zur Aufgabe seines Amtes aufgefordert. Am 21. Januar 1934 nahm sich Umfrid schließlich das Leben, wohl auch, um seine Familie zu schützen.